# Teater Bastard
Teater Bastard var en fri teatergrupp i Göteborg, verksam åren 1989–1997. Teatern utmärkte sig genom att göra uppsättningar utanför det traditionella teaterhuset. Under många år hade man även en hemmascen på Kungstorget i Göteborg.
Teater Bastard hade stöd från Statens Kulturråd fram till 1997. 1995 bröt några av gruppens medlemmar sig ur och bildade Teater Bhopa.

## Föreställningar genom åren
- En midsommarnattsdröm - 1990 [2]
- Stormen - 1991 [3]
- Rosa L - 1991 [3]
- Brutalmusikal - 1991 [4]
- Robin Hood 1659 - 1992 [4]
  - Den skrevs av Johan Franzon. Johan Holmberg [5] gjorde titelrollen. Pjäsen handlar om en grupp torpare som ofrivilligt hamnar i händelsernas centrum under den engelska revolutionen. Berättelsen är inspirerad av "grävarnas" (Diggers) historiska öde.
- Tjoff Tjoff Tjoff - 1993 [6]
- Spartacus - 1993/94 [7]
- Yerma - 1995 [8]
- Den gula tapeten - 1995 [9]
- Bödeln - 1996 [10]
- Don Quijote - 1997 [10]